# Anthothela pacifica
Anthothela pacifica is een zachte koraalsoort uit de familie Anthothelidae. De koraalsoort komt uit het geslacht Anthothela. Anthothela pacifica werd voor het eerst wetenschappelijk beschreven door Kükenthal. 